# Економіка Тринідаду і Тобаго
Основа економіки Тринідаду і Тобаго — нафтогазова промисловість і туризм. Основні галузі промисловості: нафтогазодобувна та нафтопереробна, хімічна, харчова, текстильна, цементна.

## Транспорт
Основний транспорт — автомобільний та морський. Головний порт: Порт-ов-Спейн, інші: Пуент-а-П'єре, Пойнт-Фортін, Пойнт-Лісас, Чагуарамас, Тембладора на Тринідаді і Скарборо на Тобаго. Є міжнародне авіасполучення до сусідніх острівних держав Вест-Індії. Розташований неподалеку від Порт-оф-Спейна аеропорт Пьярко пристосований для прийому реактивних міжконтинентальних авіалайнерів. Усього в країні функціонують 6 аеропортів. Райони нафтових промислів пов'язані нафтопроводом (протяжністю 1030 км) з центрами нафтопереробки і морськими портами. Через південні райони о. Тринідад прокладено газопровід (900 км), по якому газ подається до теплових електростанцій, в столицю і в інші промислові центри.

## ВВП
За даними [Index of Economic Freedom, The Heritage Foundation, U.S.A. 2001]: ВВП — $ 5,9 млрд. (за інш. даними — 11,2 млрд дол). Темп зростання ВВП — 4,1 %. ВВП на душу населення — $4618. Прямі закордонні інвестиції — $ 0,641 млрд. Імпорт (нафта для нафтопереробної промисловості, продовольство, товари широкого споживання, машини і обладнання) — $ 3,5 млрд. (г.ч. США — 44 %; країни ЄС — 13 %; Венесуела — 7,1 %). Експорт (газ, металопрокат, природний бітум, цукор-сирець, какао-боби, кава і інш. сільськогосподарська продукція) — $ 3,2 млрд. (г.ч. США — 36 %; Латинська Америка — 9 %; країни ЄС — 6,3 %).
За станом на 1998 структура ВВП виглядала таким чином: частка сільського господарства — 2 %, промисловості — 44 %, сфери послуг — 54 %. Трудові ресурси — 558,7 тис. чоловік.

## Сільське господарство
У 18-19 ст. економіка Тринідаду повністю залежала від експорту цукру і інших тропічних продовольчих культур, але до середини 20 ст. на перший план вийшли видобуток і переробка нафти, хоч в цій галузі зайнято відносне невелике число робітників. На о. Тобаго основною галуззю залишається сільське господарство. Розвивається також туризм.
Землі, що обробляються займають приблизно чверть площі країни. Основна сільськогосподарська культура — цукрова тростина — вирощується переважно в західних районах Тобаго. У останні десятиліття XX ст. її збори істотно скоротилися і в кінці 1990-х років склали бл. 100 тис. т (в 1970—216 тис. т). Більшу частина цукру-сирцю збирають на великих плантаціях, іншу — в дрібних селянських господарствах. Праця на плантаціях механізована. Наступна по значенню експортна культура — какао обробляється в центральних і північних районах Тобаго. Крім того, в сільськогосподарському виробництві істотне місце займають такі експортні культури, як кава, цитрусові (в основному грейпфрути і апельсини), кокосова пальма (на східному, північно-східному і південно-західному узбережжі Тобаго). Для внутрішнього ринку вирощують банани, рис (на півдні Тринідаду), овочі і інші продовольчі культури. Тваринництво розвинене слабко. Продукція рибальства, що має другорядне значення в господарстві країни, прямує виключно на внутрішній ринок. Сільське господарство не в змозі повністю забезпечити продовольством населення країни.

## Промисловість
На початку XXI ст. Тринідад і Тобаго — одна з найрозвиненіших країн Карибського регіону. Завдяки успішним економічним реформам, проведеним в 1995, держава стала привабливим регіоном для іноземних інвестицій. Сталося пожвавлення зовнішньої торгівлі. Інвестиції в промисловість і розширення будівництва сприяли значному економічному зростанню. У країні розвинена хімічна промисловість, зокрема нафтохімія, виробництво азотних добрив (на експорт), гумова (виробництво шин для внутрішнього ринку). Серед найбільших нафтопереробних заводів - Пуент-а-П'єре, шостий за розміром у світі. 
Розвиваються також металургійна, металообробна, деревообробна, поліграфічна, електротехнічна (збирання побутової техніки), цементна, текстильна, швейна, взуттєва, тютюнова, харчова галузі промисловості, виробництво будівельних матеріалів і спиртних напоїв.
Про промисловий розвиток країни можна судити по зростанню виробництва електроенергії: в 1959 було вироблено менше 430 млн кВт·год, в 1987 — бл. 3,3 млрд кВт·год, в 1999 — 4,9 млрд кВт·год.